# Miara zupełna
Miara zupełna – miara {\displaystyle \mu } określona na przestrzeni mierzalnej {\displaystyle (\Omega ,{\mathcal {A}})} jest zupełna, gdy podzbiory zbiorów miary zero są mierzalne (a więc i w konsekwencji również miary zero). Innymi słowy, jeśli {\displaystyle A\in {\mathcal {A}},} {\displaystyle \mu (A)=0} i {\displaystyle E\subseteq A,} to {\displaystyle E\in {\mathcal {A}}.}
Twierdzenie o rozszerzeniu miary mówi, że dla każdej miary {\displaystyle \mu } określonej na przestrzeni mierzalnej {\displaystyle (\Omega ,{\mathcal {A}})} istnieje taka miara zupełna {\displaystyle \nu } określona na najmniejszym σ-ciele zawierającym {\displaystyle {\mathcal {A}}} i wszystkie podzbiory zbiorów miary {\displaystyle \mu }-zero, która pokrywa się z {\displaystyle \mu } na {\displaystyle {\mathcal {A}}.}

## Przykłady
- Miara Lebesgue’a i miara Dieudonnégo są zupełne.
- Przykładem miary, która nie jest zupełna jest miara Lebesgue’a obcięta do rodziny zbiorów borelowskich na prostej.
- Miara produktowa miar zupełnych nie musi być miarą zupełną: jeżeli {\displaystyle V} jest niemierzalnym podzbiorem prostej (względem miary Lebesgue’a {\displaystyle l_{1}}), to zbiór {\displaystyle \{1\}\times V} zawarty jest w zbiorze {\displaystyle \{1\}\times \mathbb {R} } dla którego {\displaystyle (l_{1}\otimes l_{1})(\{1\}\times \mathbb {R} )=0\cdot \infty =0,} ale sam zbiór {\displaystyle \{1\}\times V} nie jest {\displaystyle (l_{1}\otimes l_{1})}-mierzalny.